# Benedikt Fehr
Benedikt Fehr (* 5. Juli 1952 in Bonn) ist ein deutscher Wirtschaftsjournalist.

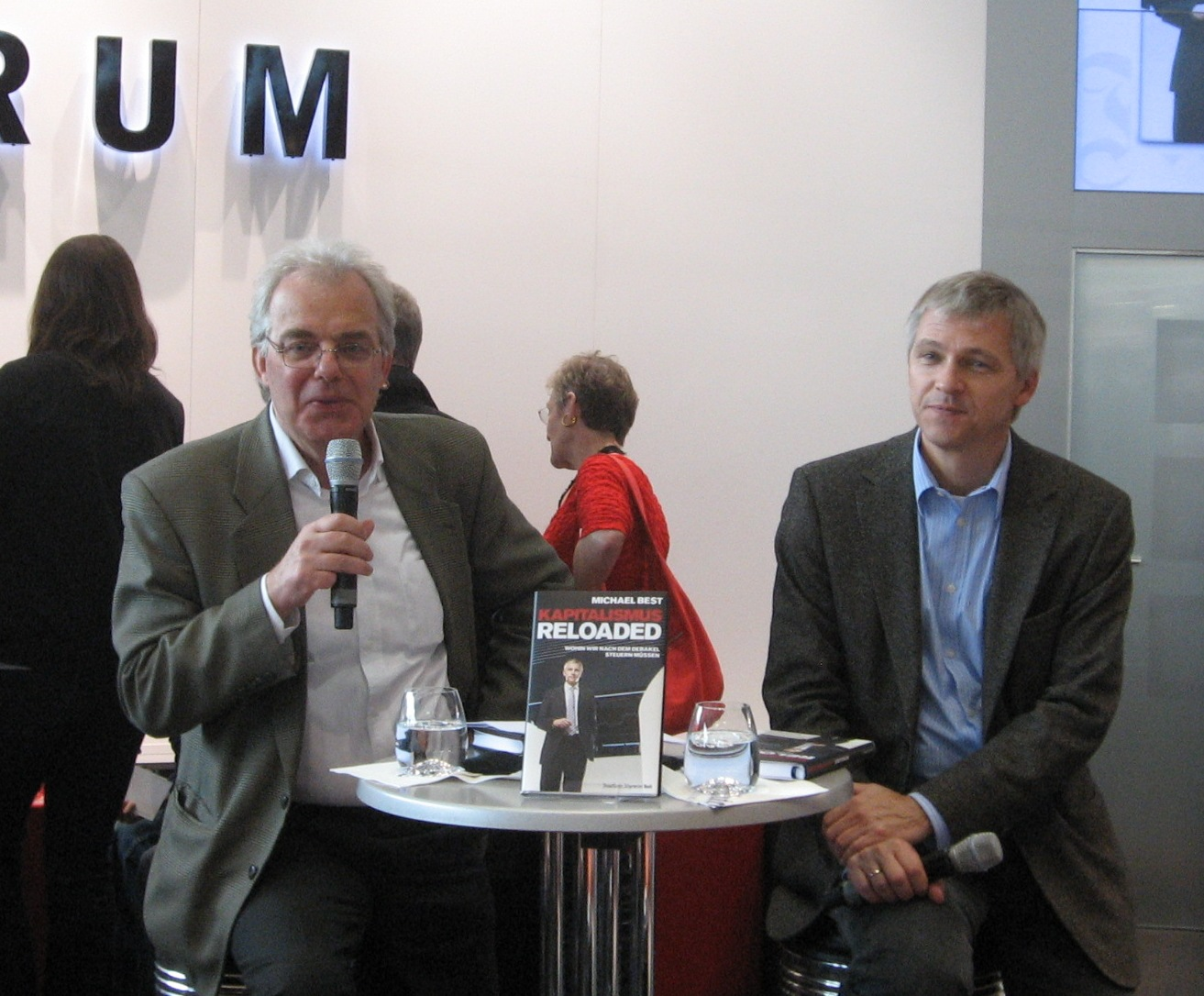
Fehr (links) stellt auf der Frankfurter Buchmesse ein Buch von Michael Best (rechts) vor

## Leben
In Bonn besuchte er bis zum Abitur das Ernst-Moritz-Arndt-Gymnasium. Bei der Bundeswehr übersetzte er russische und englische Nachrichtentexte. Von 1973 an studierte er Volkswirtschaft und Soziologie an der Universität Freiburg i. Br.
Nach dem Examen zum Diplom-Volkswirt assistierte er Professor Werner Ehrlicher am Freiburger Institut für Finanzwissenschaft. 1984 wurde er mit einer „Analyse der Staatsausgaben“ promoviert. Im gleichen Jahr trat er in die Wirtschaftsredaktion der Frankfurter Allgemeinen Zeitung ein. Sein Thema waren Banken, Börsen und Finanzmärkte.
Von 1989 bis 1999 berichtete er als Korrespondent in New York über US-Unternehmen und die Börse an der Wall Street. Nach einer kürzeren Tätigkeit beim Manager-Magazin in Hamburg kehrte er 2000 in die FAZ nach Frankfurt zurück. Dort schrieb er über die Europäische Zentralbank, die Deutsche Bundesbank, die Frankfurter Großbanken und die Finanzmärkte.
Auf dem Gebiet der Geldtheorie setzte er sich seit 2007 mit eigenen Beiträgen für eine von der damaligen Lehrbuchliteratur abweichende Darstellung des Themas „Geldschöpfung“ ein. Ähnlich stellen inzwischen die meisten Zentralbanken den Geldschöpfungsprozess nicht mehr anhand des überkommenen Modells des Geldschöpfungsmultiplikators dar (ein Beispiel ist die Darstellung der Bank of England).
Von 2007 bis 2009 war er ehrenamtlicher Geschäftsführer des ICFW Internationaler Club Frankfurter Wirtschaftsjournalisten.
Vom Juli 2009 bis Ende Juli 2011 leitete Fehr den Zentralbereich Kommunikation der Deutschen Bundesbank. In dieser Funktion berichtete er an den Präsidenten der Deutschen Bundesbank Axel A. Weber. Von August 2011 bis Januar 2018 war er zuständig für den Zentralbereich Ökonomische Bildung, Hochschule und Technische Zentralbankkooperation der Deutschen Bundesbank. In dieser Funktion war er unter anderem für die Neugestaltung des Geldmuseums der Deutschen Bundesbank verantwortlich, das im Dezember 2016 wieder eröffnete.
Fehr ist verheiratet und hat zwei Kinder.

## Auszeichnungen
- 2006 Medienpreis der Initiative Finanzstandort Deutschland[8]